# Conneaut Lake, Pennsylvania
Conneaut Lake là một thị trấn thuộc quận Crawford, tiểu bang Pennsylvania, Hoa Kỳ. Năm 2010, dân số của thị trấn này là 653 người.